# Icteridae
Gli Itteridi (Icteridae Vigors, 1825) sono una famiglia di uccelli dell'ordine dei Passeriformi. Diffusi solamente nel Nuovo Mondo, sono uccelli di dimensioni medio-piccole spesso vivacemente colorati. La maggior parte delle specie è ricoperta da un piumaggio nero, spesso screziato di giallo, arancione o rosso. Il nome, che deriva dal latino ictericus, significa «itterico» (per il colore giallo delle piume di molte specie).

## Caratteristiche
Gli Itteridi, comuni ed eminenti in gran parte delle Americhe, attirano l'attenzione anche dell'osservatore più casuale grazie all'abitudine di formare possenti stormi quando non sono impegnati nelle attività riproduttive. Della famiglia fanno parte i vaccari, parassiti dei nidi di altre specie.
La fascia tropicale è particolarmente feconda di specie: 24 nel Messico meridionale, 27 in Colombia, due regioni di ambiente diverso. Molti sono insediati in aree temperate ricche di paludi, come l'Argentina settentrionale e l'adiacente Uruguay e il Midwest degli Stati Uniti. Gli Itteridi nidificano in ogni tipo di habitat, ma soprattutto laddove il terreno è sgombro, vale a dire in praterie, savane e acquitrini. Le specie di foresta privilegiano le zone marginali a vegetazione secondaria, ma qualche forma tropicale si riproduce nella foresta primaria. Si può ben dire che gli Itteridi mangino praticamente di tutto, dimostrando uguale appetito sia per i vegetali sia per gli invertebrati. Molti sono insettivori all'epoca della cova ma granivori per tutto il resto dell'anno.
Le dimensioni sono comprese tra quelle di un grosso passero e quelle di un corvo (oropendole tropicali). Becco e occhi sono spesso vivacemente colorati, ma le zampe hanno tonalità opache. Il dimorfismo sessuale è minimo in molte forme tropicali ma assai accentuato tra le specie migratrici delle alte latitudini e dove i maschi mantengono un harem. Le femmine acquisiscono il piumaggio adulto nell'arco di un anno, ma i maschi di molte specie poliginiche conservano la livrea adolescenziale sino ai due anni di età. L'abito giovanile ricorda sempre quello della femmina e i piumaggi subadulti dei maschi sono intermedi tra quelli delle femmine e quelli dei maschi adulti.
Fuori dall'epoca della nidificazione si costituiscono branchi a volte sterminati. Molto più ridotti sono i gruppi sociali tipici del periodo delle cove, ma l'ittero tricolore della California si riproduce in colonie anche di 100.000 individui. Gli Itteridi territoriali nidificano in tutti i tipi di habitat occupati dalla famiglia. Il senso della comunità si ritrova soprattutto tra i frequentatori delle zone acquitrinose (che fanno il nido sui pochi alberi isolati disponibili in un ambiente assai dispersivo dal punto di vista del foraggiamento) e tra le oropendole e i cacicchi tropicali (parzialmente frugivori, portati a dar vita a vistose colonie su alberi isolati nelle radure della foresta).
Gli Itteridi sfoggiano quasi tutti i sistemi sociali propri dell'avifauna. La soluzione più adottata prevede una coppia installata su un ampio territorio, ma vi sono anche specie coloniali, specie a fitta densità territoriale, e poi ancora specie monogame, poliginiche e promiscue. Alcuni vivono permanentemente in grandi stormi e, a volte, anche 8 individui si accalcano attorno a un nido.
Tra i vaccari vi sono due specie, il vaccaro testabruna del Nordamerica e il vaccaro splendente del Sudamerica, che depongono le loro uova nei nidi di centinaia di uccelli appartenenti alle più svariate famiglie. Due, il vaccaro bronzeo e il vaccaro gigante, parassitano di preferenza i membri della loro stessa famiglia, in particolare cacicchi, oropendole e orioli. Il vaccaro testabruna si impadronisce dei nidi, attivi o abbandonati, di altre specie ornitiche, ma cova le sue uova e nutre i suoi nidiacei. Infine, unica vittima del vaccaro urlatore è il vaccaro alibaie. Gli adattamenti dei vaccari al parassitismo includono un breve tempo di incubazione, l'espulsione di un uovo dell'ospite in corrispondenza di ciascuna delle proprie e l'imitazione delle uova e dei nidiacei dell'ospite.
Indipendentemente dal tipo di organizzazione sociale, maschi e femmine assumono ruoli molto diversi. Con due sole eccezioni, l'edificazione del nido è affidata esclusivamente alla femmina. Non è stato mai documentato un caso di cova da parte di un maschio, neppure tra le specie caratterizzate dall'assenza di dimorfismo sessuale. I maschi portano cibo alle spose intente all'incubazione, ma sovente rimangono di guardia nei paraggi. All'alimentazione dei nidiacei e degli immaturi provvedono i maschi di quasi tutte le specie monogame, ma di un terzo soltanto di quelle poliginiche. I «pascià» si occupano di preferenza del nido contenente i rampolli più anziani. Tra le forme monogame prevale un numero pressoché identico di vocalizzazioni nei due sessi, mentre ove è praticata la poligamia i maschi si dimostrano in possesso di una maggiore varietà di suoni.
Quanto alle specie antillane, in gran parte limitate a singole isole e rappresentate da popolazioni poco numerose, sono considerate in pericolo l'oriolo di Saint Lucia, l'oriolo di Martinica, l'oriolo di Montserrat e l'ittero della Giamaica. Le genti sudamericane usano tenere in gabbia per via del meraviglioso canto il trupiale del Venezuela, l'ittero chopi e il vaccaro splendente.

## Tassonomia

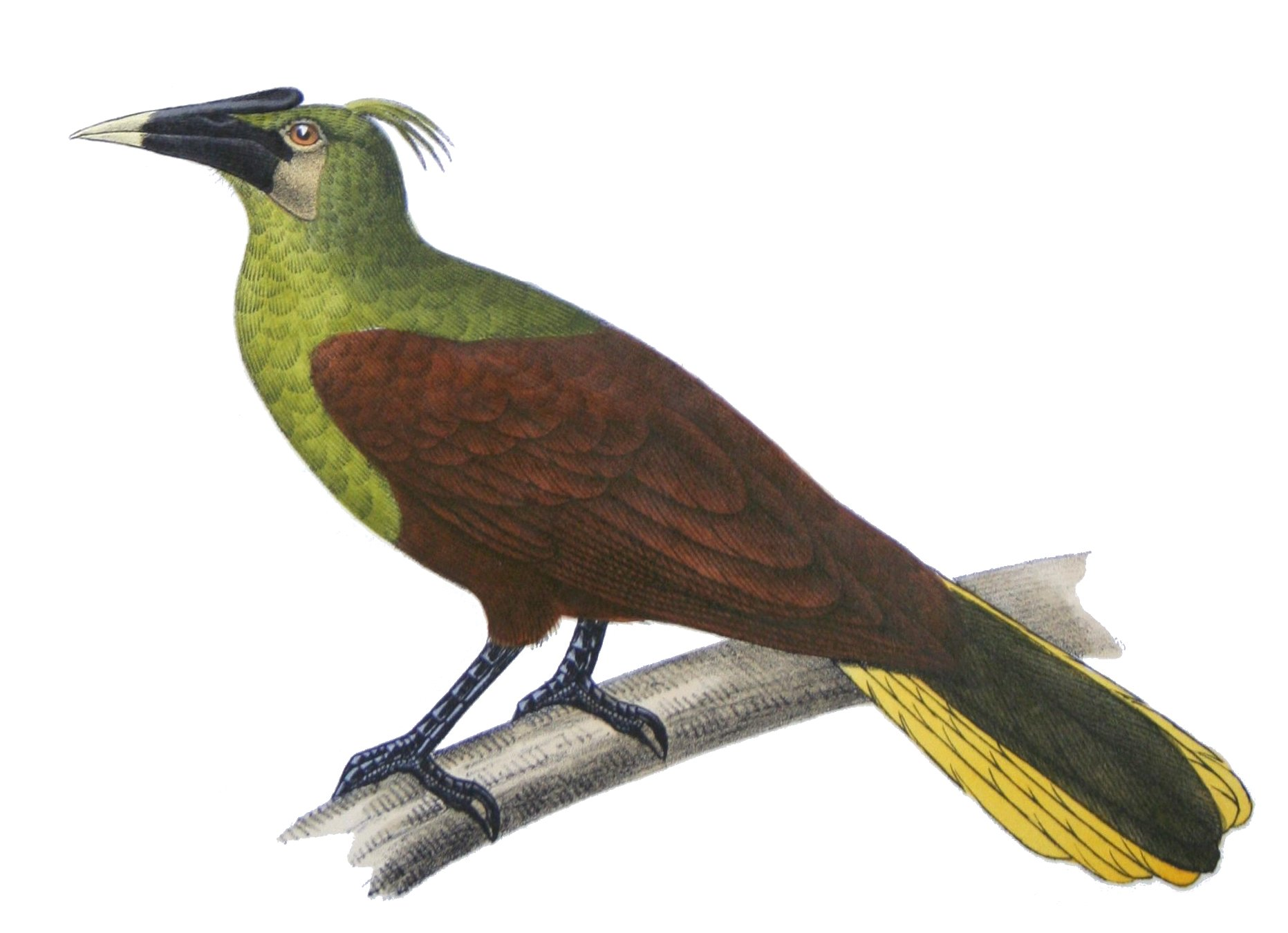
Oropendola del Pará (Psarocolius bifasciatus)

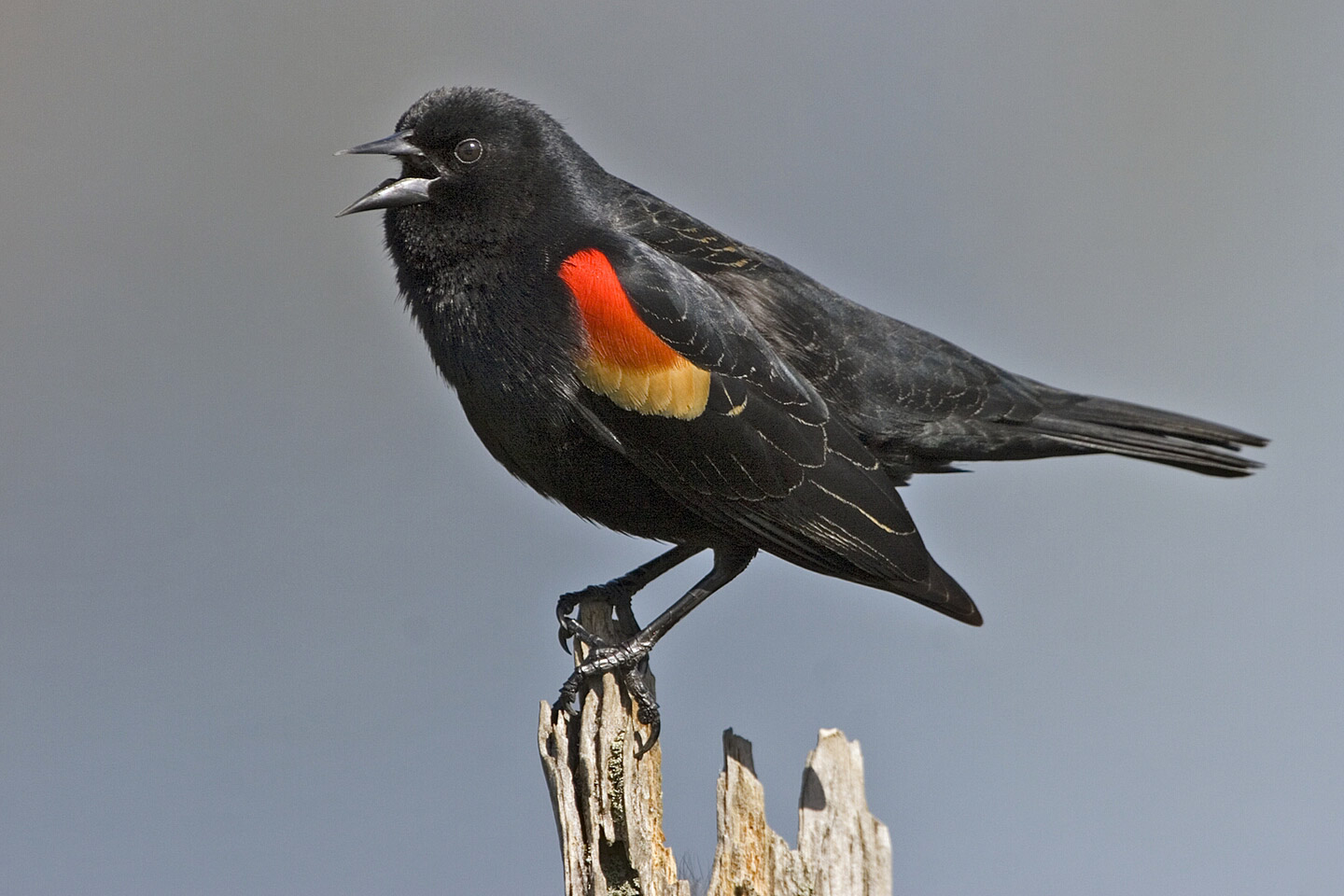
Ittero alirosse (Agelaius phoeniceus)

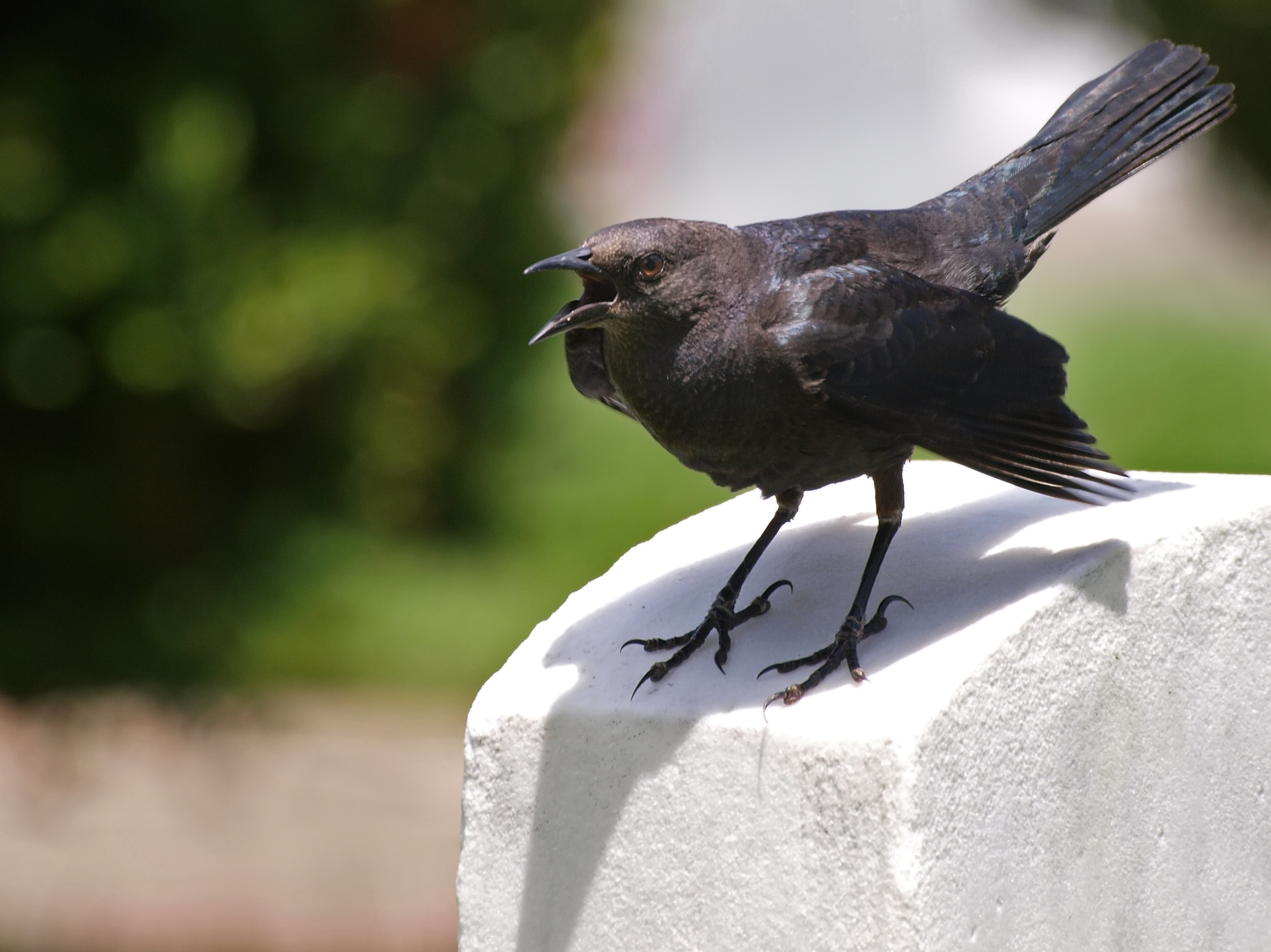
Ittero di Brewer (Euphagus cyanocephalus)

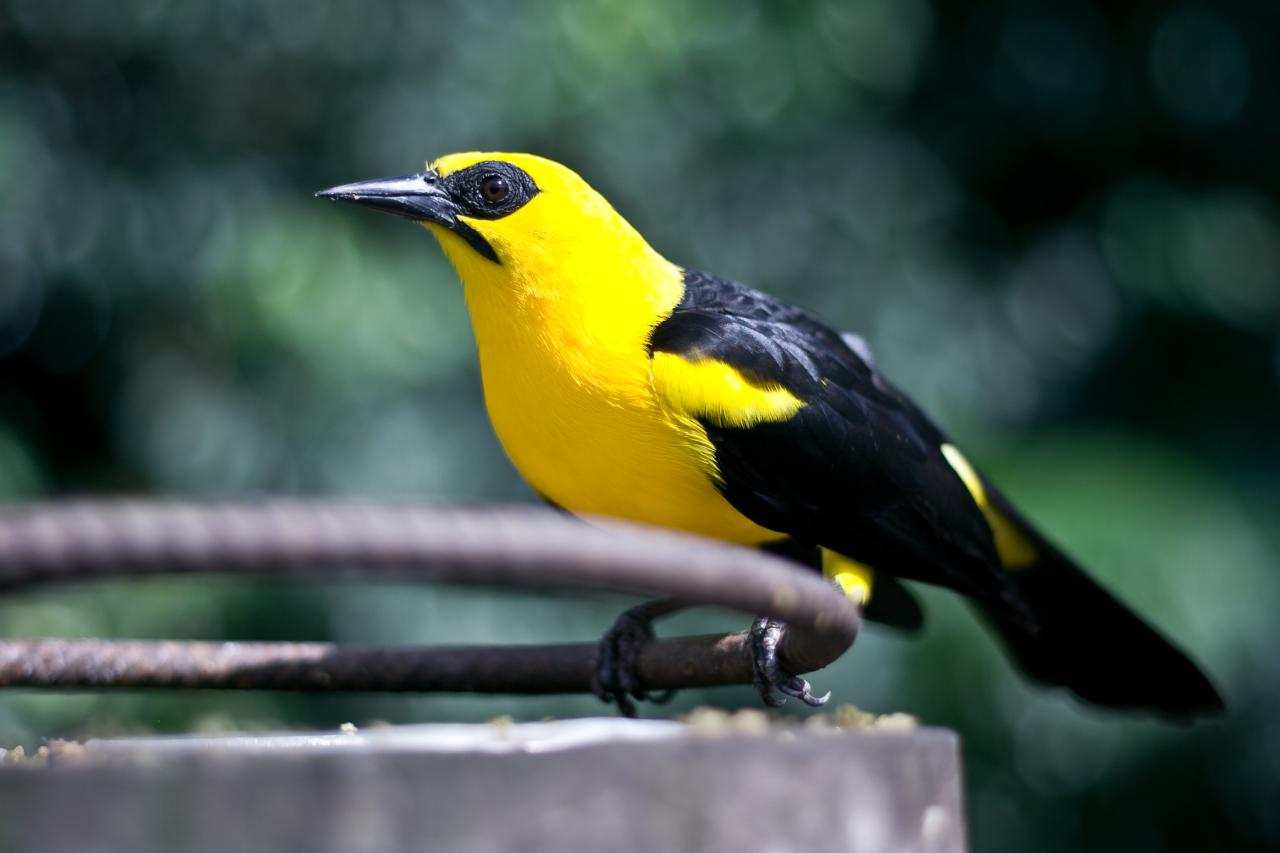
Ittero oriolo (Gymnomystax mexicanus)

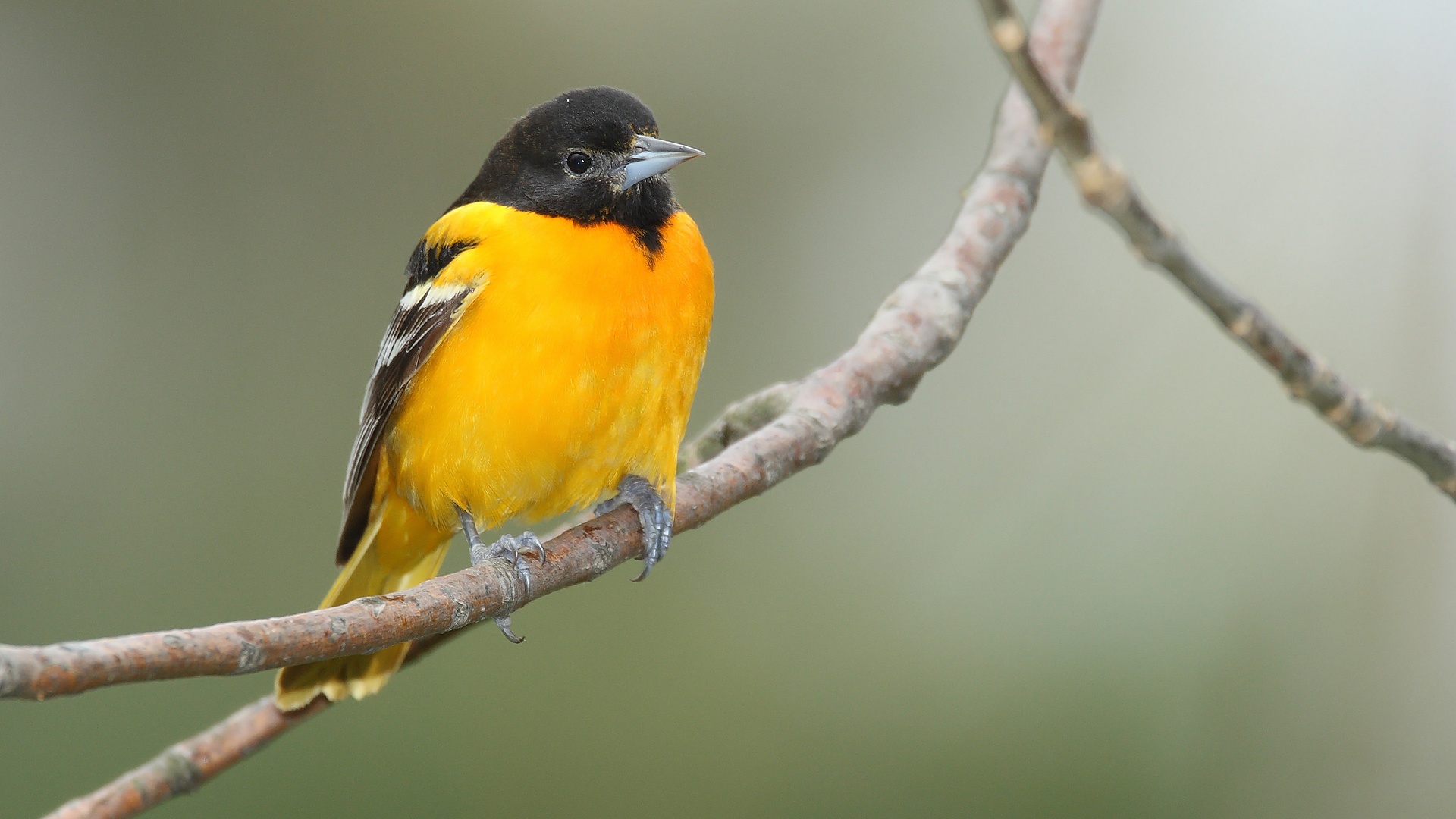
Ittero di Baltimora (Icterus galbula)

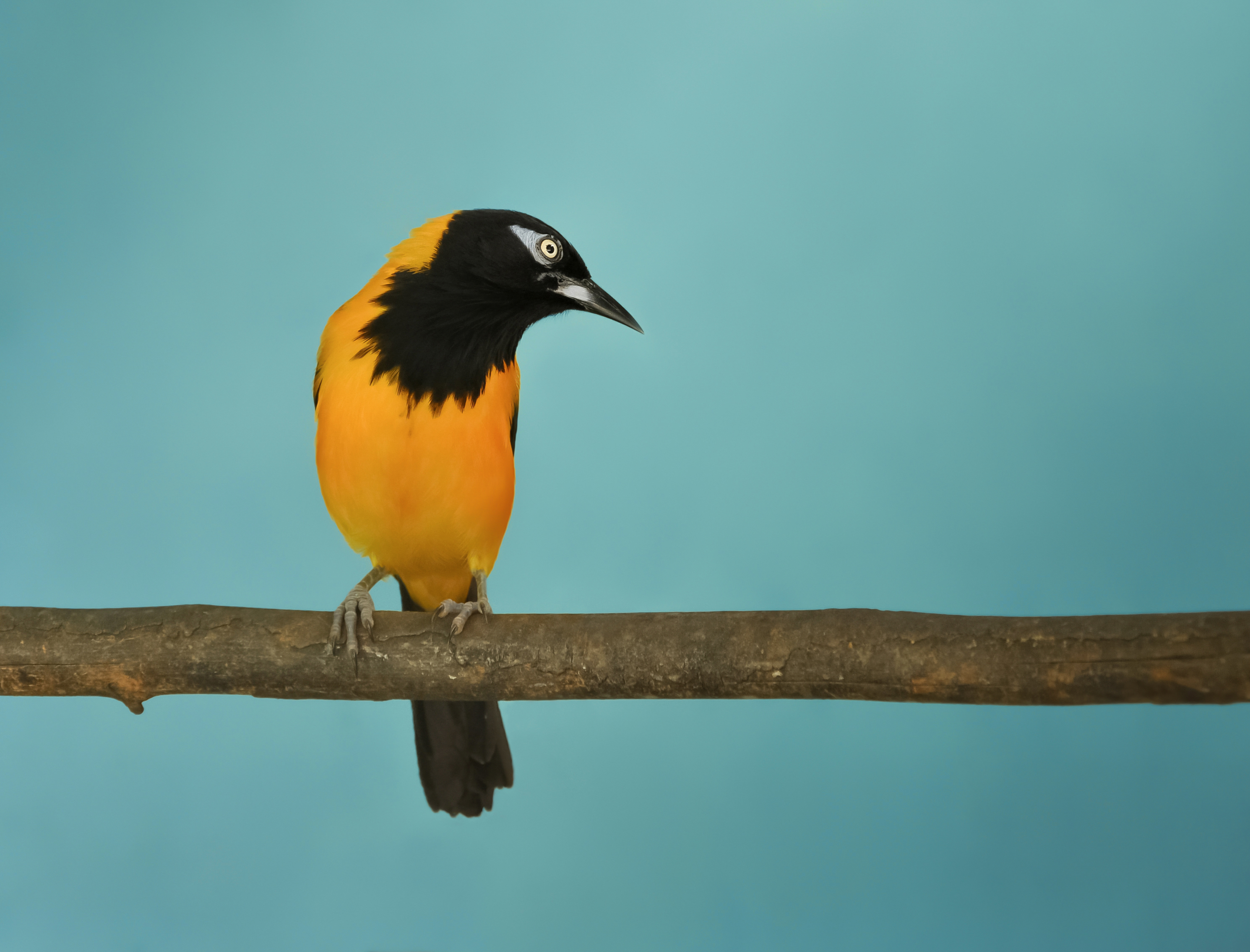
Trupiale (Icterus icterus)

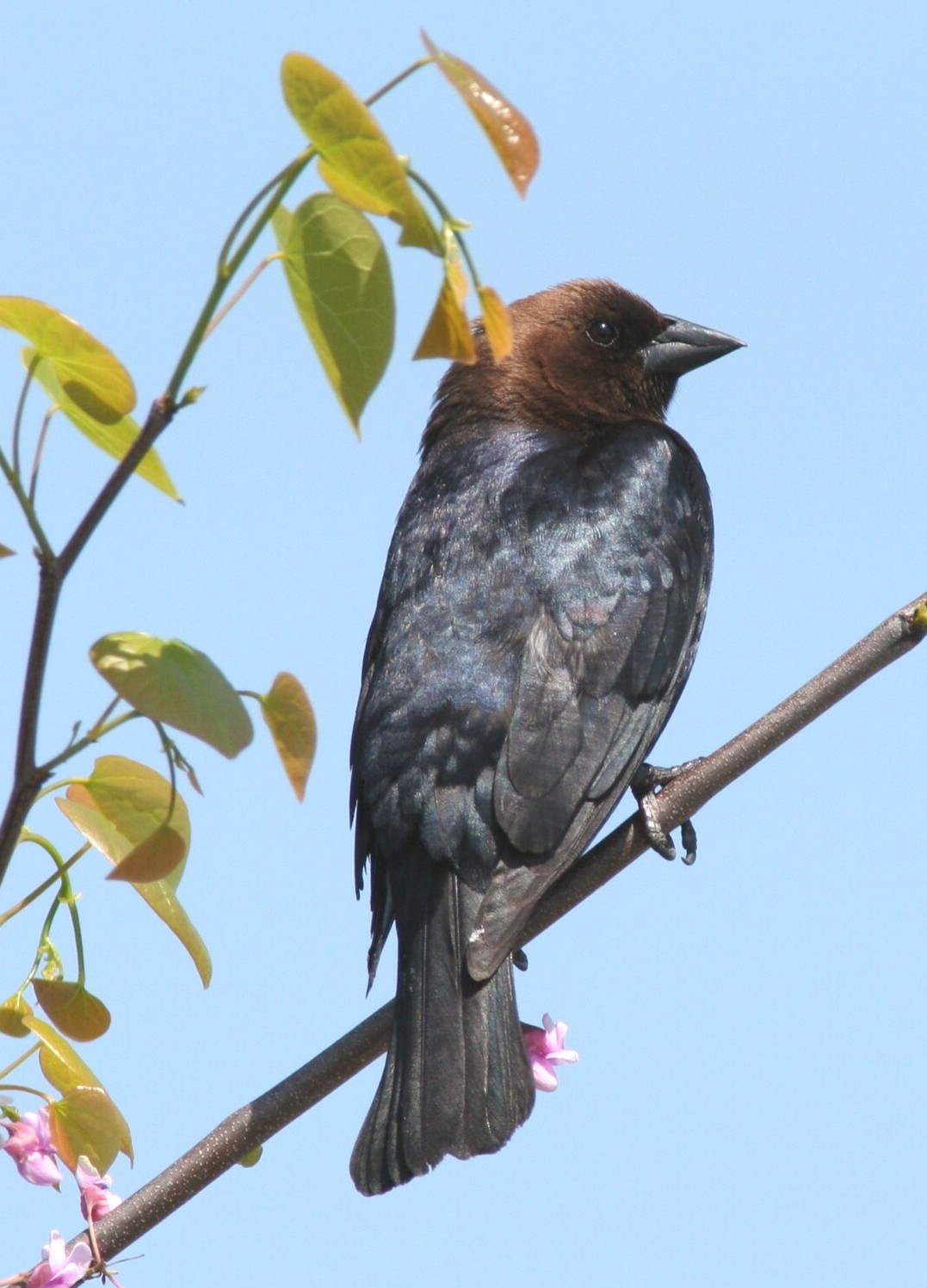
Molotro testabruna (Molothrus ater)

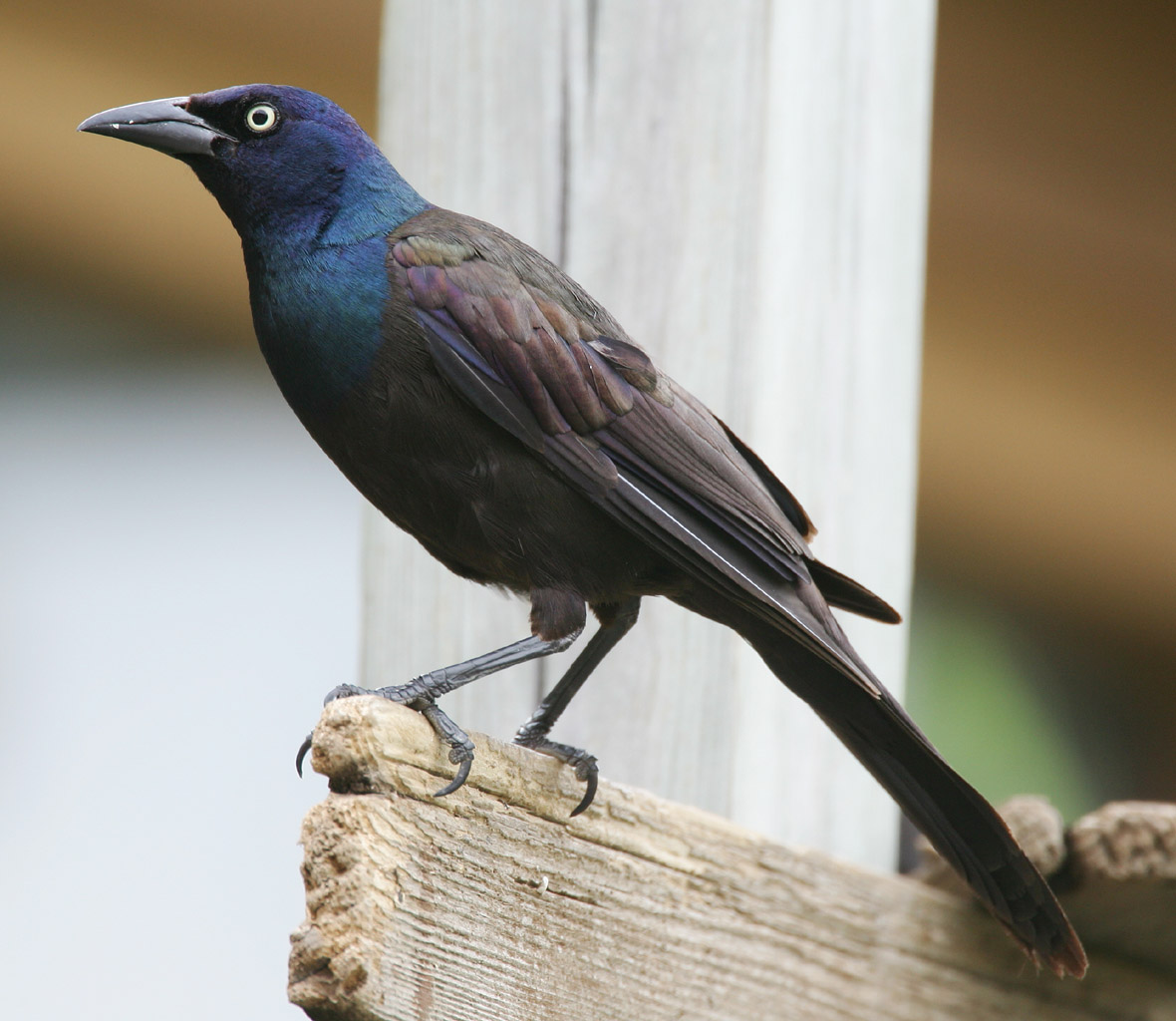
Gracchio comune americano (Quiscalus quiscula)

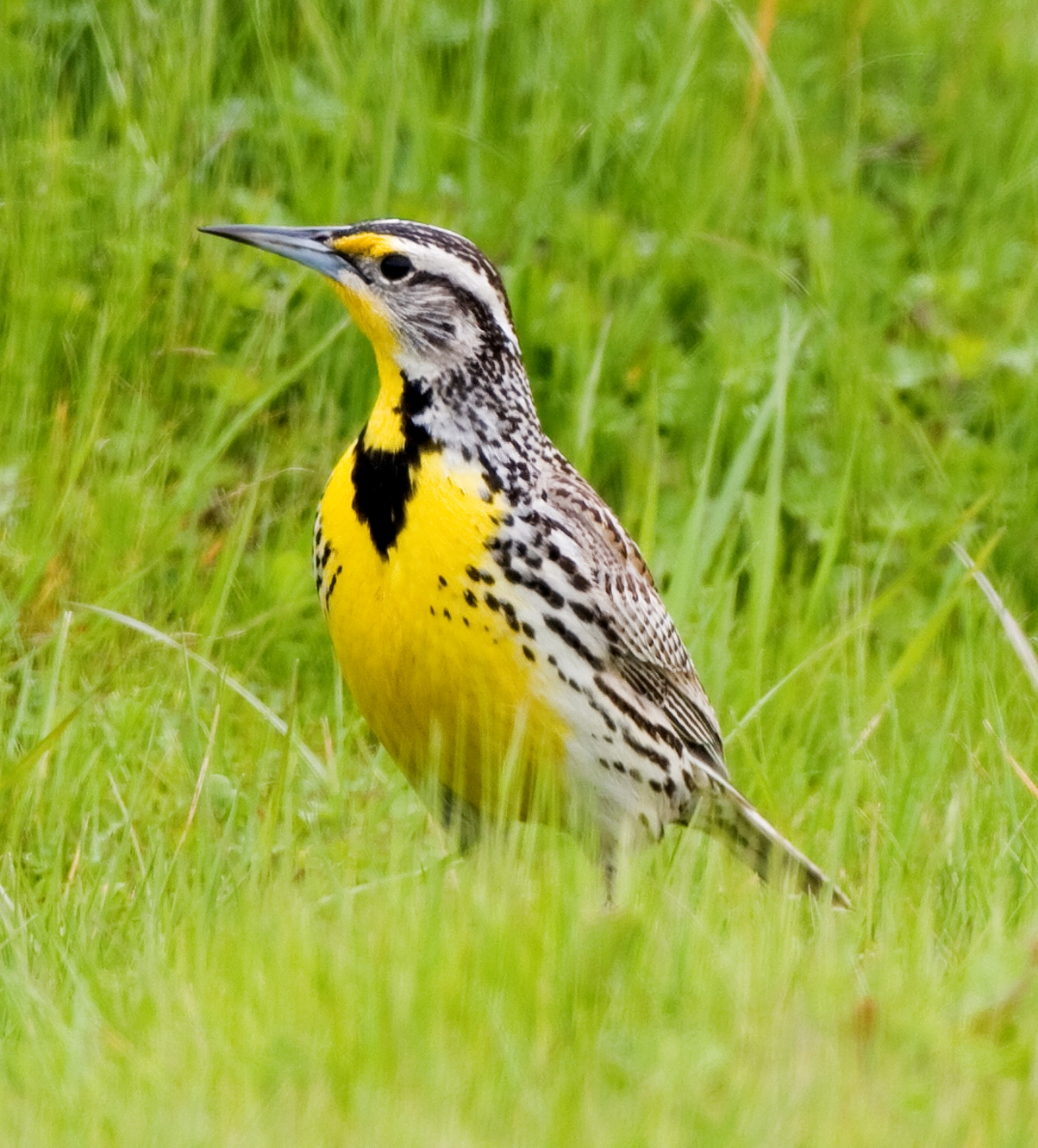
Sturnella occidentale (Sturnella neglecta)

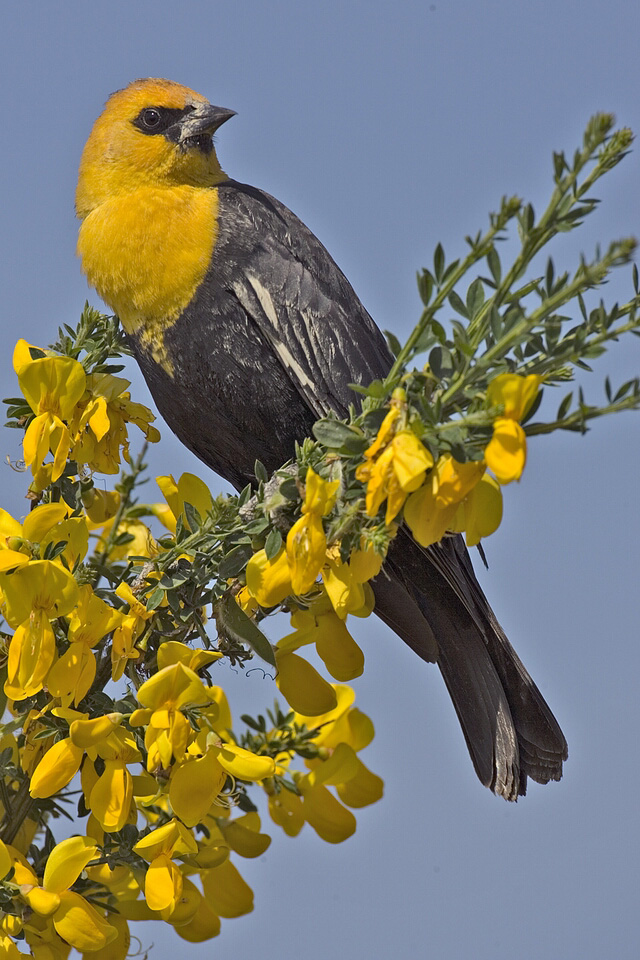
Ittero testagialla (Xanthocephalus xanthocephalus)

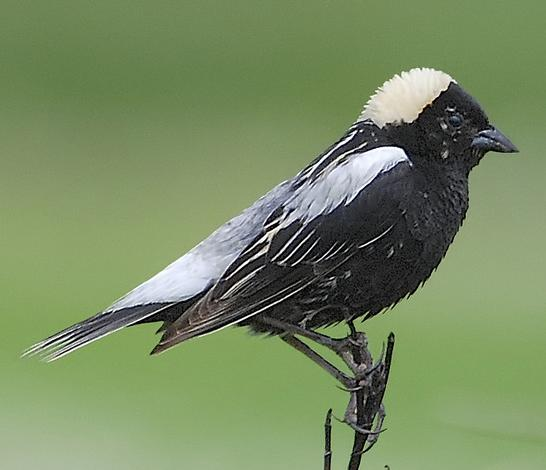
Bobolink (Dolichonyx oryzivorus)

Sino al recente passato questi uccelli venivano inquadrati all'interno della famiglia Fringillidae, con il rango di tribù (Icterini) della sottofamiglia Emberizinae.

Una rivalutazione filogenetica del 2008 ha evidenziato il carattere largamente polifiletico degli Emberizini, portando ad un loro significativo ridimensionamento: le tribù Cardinalini, Icterini, Parulini e Thraupini sono state elevate al rango di famiglie a sé stanti (rispettivamente Cardinalidae, Icteridae, Parulidae e Thraupidae).
La famiglia comprende Icteridae 109 specie in 29 generi:
- Genere Xanthocephalus
  - Xanthocephalus xanthocephalus (Bonaparte, 1826) - ittero testagialla
- Genere Dolichonyx
  - Dolichonyx oryzivorus (Linnaeus, 1758) - bobolink
- Genere Sturnella
  - Sturnella neglecta Audubon, 1844 - sturnella occidentale
  - Sturnella magna (Linnaeus, 1758) - sturnella orientale
  - Sturnella lilianae (Oberholser, 1930) - sturnella di Chihuahua
- Genere Leistes
  - Leistes militaris (Linnaeus, 1771) - sturnella di Defilippi
  - Leistes superciliaris (Bonaparte, 1851) - sturnella dai sopraccigli bianchi
  - Leistes bellicosus de Filippi, 1847 - sturnella del Perù
  - Leistes loyca (Molina, 1782) - sturnella codalunga
  - Leistes defilippii (Bonaparte, 1850) - sturnella della pampa
- Genere Amblycercus
  - Amblycercus holosericeus (Deppe, 1830) - cacico occhigialli
- Genere Cassiculus
  - Cassiculus melanicterus (Bonaparte, 1825) - cacico messicano
- Genere Psarocolius
  - Psarocolius wagleri (Gray, 1845) - oropendola di Wagler
  - Psarocolius angustifrons (Spix, 1824) - oropendola dorsocastano
  - Psarocolius atrovirens (Lafresnaye e d'Orbigny, 1838) - oropendola verde scuro
  - Psarocolius decumanus (Pallas, 1769) - oropendola dal ciuffo
  - Psarocolius viridis (Müller, 1776) - oropendola verde
  - Psarocolius bifasciatus (Spix, 1824) - oropendola del Pará
  - Psarocolius montezuma (Lesson, 1830) - oropendola di Montezuma
  - Psarocolius guatimozinus (Bonaparte, 1853) - oropendola nera
  - Psarocolius cassini Richmond, 1898 - oropendola di Cassin
- Genere Cacicus
  - Cacicus solitarius Vieillot, 1816 - cacico solitario
  - Cacicus chrysopterus (Vigors, 1825) - cacico alidorate
  - Cacicus koepckeae Lowery & O'Neill, 1965 - cacico della Selva
  - Cacicus sclateri (Dubois, 1887) - cacico dell'Ecuador
  - Cacicus cela (Linnaeus, 1758) - cacico dal groppone giallo
  - Cacicus microrhynchus (Sclater & Salvin, 1865) - cacico dal groppone scarlatto
  - Cacicus uropygialis Lafresnaye, 1843 - cacico subtropicale
  - Cacicus chrysonotus Lafresnaye e d'Orbigny, 1838 - cacico di monte
  - Cacicus latirostris Swainson, 1838 - cacico codafasciata
  - Cacicus oseryi (Deville, 1849) - cacico dal casco
  - Cacicus haemorrhous (Linnaeus, 1766) - cacico dal groppone rosso
- Genere Icterus
  - Icterus parisorum Bonaparte, 1838 - ittero di Scott
  - Icterus chrysater (Lesson, 1844) - ittero dorsogiallo
  - Icterus graduacauda Lesson, 1839 - ittero di Audubon
  - Icterus leucopteryx (Wagler, 1827) - ittero della Giamaica
  - Icterus auratus Bonaparte, 1850 - ittero arancio
  - Icterus gularis (Wagler, 1829) - ittero di Altamira
  - Icterus nigrogularis (Hahn, 1819) - ittero giallo
  - Icterus bullockii (Swainson, 1827) - ittero di Bullock
  - Icterus pustulatus (Wagler, 1829) - ittero dorsostriato
  - Icterus abeillei (Lesson, 1839) - ittero dorsonero
  - Icterus galbula (Linnaeus, 1758) - ittero di Baltimora
  - Icterus mesomelas (Wagler, 1829) - ittero codagialla
  - Icterus pectoralis (Wagler, 1829) - ittero pettomaculato
  - Icterus graceannae Cassin, 1867 - ittero codafasciata
  - Icterus jamacaii (Gmelin, 1788) - ittero del campos
  - Icterus icterus (Linnaeus, 1766) - trupiale
  - Icterus croconotus (Wagler, 1829) - trupiale dorsoarancio
  - Icterus maculialatus Cassin, 1848 - ittero alibarrate
  - Icterus wagleri Sclater, 1857 - ittero di Wagler
  - Icterus cucullatus Swainson, 1827 - ittero dal cappuccio
  - Icterus prosthemelas (Strickland, 1850) - ittero dal cappuccio nero
  - Icterus spurius (Linnaeus, 1766) - ittero degli orti
  - Icterus melanopsis (Wagler, 1829) - ittero di Cuba
  - Icterus northropi Allen, 1890 - ittero delle Bahamas
  - Icterus bonana (Linnaeus, 1766) - ittero della Martinica
  - Icterus portoricensis Bryant, 1866 - ittero di Portorico
  - Icterus oberi Lawrence, 1880 - ittero di Montserrat
  - Icterus laudabilis Sclater, 1871 - ittero di Saint Lucia
  - Icterus dominicensis (Linnaeus, 1766) - ittero dal cappuccio nero
  - Icterus auricapillus Cassin, 1848 - ittero corona arancio
  - Icterus pyrrhopterus (Vieillot, 1819) - ittero variabile
  - Icterus cayanensis (Linnaeus, 1766) - ittero della Cayenna
- Genere Nesopsar
  - Nesopsar nigerrimus (Osburn, 1859) - ittero nero della Giamaica
- Genere Agelaius
  - Agelaius xanthomus (Sclater, 1862) - ittero spallegialle
  - Agelaius humeralis (Vigors, 1827) - ittero spallefulve
  - Agelaius tricolor (Audubon, 1837) - ittero tricolore
  - Agelaius phoeniceus (Linnaeus, 1766) - ittero alirosse
  - Agelaius assimilis Lembeye, 1850 - ittero spallerosse
- Genere Molothrus
  - Molothrus rufoaxillaris Cassin, 1866 - molotro ascelle castane
  - Molothrus oryzivorus (Gmelin, 1788) - molotro gigante
  - Molothrus bonariensis (Gmelin, 1789) - molotro splendente
  - Molothrus aeneus (Wagler, 1829) - molotro bronzato
  - Molothrus armenti Cabanis, 1851 - molotro bruno bronzato
  - Molothrus ater (Boddaert, 1783) - molotro testabruna
- Genere Dives
  - Dives warczewiczi (Cabanis, 1861) - gracchio di macchia
  - Dives dives (Deppe, 1830) - gracchio melodioso
- Genere Ptiloxena
  - Ptiloxena atroviolacea (d'Orbigny, 1839) - gracchio di Cuba
- Genere Euphagus
  - Euphagus carolinus (Müller, 1776) - gracchio della Carolina
  - Euphagus cyanocephalus (Wagler, 1829) - gracchio di Brewer
- Genere Quiscalus
  - Quiscalus quiscula (Linnaeus, 1758) - gracchio comune americano
  - Quiscalus nicaraguensis Salvin & Godman, 1891 - gracchio del Nicaragua
  - Quiscalus lugubris Swainson, 1838 - gracchio dei Caraibi
  - Quiscalus niger (Boddaert, 1783) - gracchio delle Antille
  - Quiscalus major Vieillot, 1819 - gracchio maggiore americano
  - Quiscalus mexicanus (Gmelin, 1788) - gracchio messicano
  - Quiscalus palustris (Swainson, 1827) - gracchio beccosottile †
- Genere Hypopyrrhus
  - Hypopyrrhus pyrohypogaster (de Tarragon, 1847) - gracchio ventrerosso
- Genere Lampropsar
  - Lampropsar tanagrinus (Spix, 1824) - gracchio frontevellutata
- Genere Gymnomystax
  - Gymnomystax mexicanus (Linnaeus, 1766) - ittero oriolo
- Genere Macroagelaius
  - Macroagelaius subalaris (Boissonneau, 1840) - gracchio colombiano
  - Macroagelaius imthurni (Sclater, 1881) - gracchio dei tepui
- Genere Curaeus
  - Curaeus curaeus (Molina, 1782) - gracchio australe
- Genere Amblyramphus
  - Amblyramphus holosericeus (Scopoli, 1786) - gracchio testarossa
- Genere Anumara
  - Anumara forbesi (Sclater, 1886) - gracchio di Forbes
- Genere Gnorimopsar
  - Gnorimopsar chopi (Vieillot, 1819) - gracchio chopi
- Genere Oreopsar
  - Oreopsar bolivianus W.L.Sclater, 1939 - gracchio della Bolivia
- Genere Agelaioides
  - Agelaioides badius (Vieillot, 1819) - ittero baio
  - Agelaioides fringillarius (Spix, 1824) - ittero pallido
- Genere Agelasticus
  - Agelasticus thilius (Molina, 1782) - ittero aligialle
  - Agelasticus xanthophthalmus Short, 1969 - ittero occhigialli
  - Agelasticus cyanopus Vieillot, 1819 - ittero unicolore
- Genere Chrysomus
  - Chrysomus ruficapillus (Vieillot, 1819) - ittero capocastano
  - Chrysomus icterocephalus (Linnaeus, 1766) - ittero dal cappuccio giallo
- Genere Xanthopsar
  - Xanthopsar flavus (Gmelin, 1788) - ittero capozafferano
- Genere Pseudoleistes
  - Pseudoleistes virescens (Vieillot, 1819) - ittero di palude bruno e giallo
  - Pseudoleistes guirahuro (Vieilot, 1819) - ittero di palude dal groppone giallo